# Mistrzostwa Świata w Kajakarstwie 1989
22. Mistrzostwa świata w kajakarstwie odbyły się w 1989 w Płowdiwie.
Rozegrano 17 konkurencji męskich i 5 kobiecych. Mężczyźni startowali w kanadyjkach jedynkach (C-1), dwójkach (C-2) i czwórkach (C-4) oraz w kajakach jedynkach (K-1), dwójkach (K-2) i czwórkach (K-4), zaś kobiety w kajakach jedynkach, dwójkach i czwórkach. Po raz pierwszy rozegrano mistrzostwa w kanadyjkach czwórkach mężczyzn na dystansach 500 metrów i 1000 metrów oraz w kajakach jedynkach i dwójkach kobiet na dystansie 5000 metrów.
Pierwsze miejsce w klasyfikacji medalowej wywalczyli reprezentanci Związku Radzieckiego.

## Medaliści

### Mężczyźni

#### Kanadyjki
| Konkurencja: | Złoto:                                                                     | Rezultat | Srebro:                                                               | Rezultat | Brąz:                                                                         | Rezultat |
| C-1 500 m    | Michał Śliwiński                                                           | 1:53,17  | Olaf Heukrodt                                                         | 1:54,03  | Martin Marinow                                                                | 1:54,92  |
| C-1 1000 m   | Ivans Klementjevs                                                          | 4:00,04  | Larry Cain                                                            | 4:02,96  | Gáspár Boldizsár                                                              | 4:03,70  |
| C-1 10 000 m | Ivans Klementjevs                                                          | 46:49,96 | Zsolt Bohács                                                          | 46:50,10 | Jan Bartůněk                                                                  | 47:44,38 |
| C-2 500 m    | ZSRR · Wiktar Raniejski · Nicolae Juravschi                                | 1:40,90  | Polska · Marek Łbik · Tomasz Goliasz                                  | 1:42,32  | Francja · Joël Bettin · Philippe Renaud                                       | 1:42,45  |
| C-2 1000 m   | Dania · Arne Nielsson · Christian Frederiksen                              | 3:37,08  | Francja · Olivier Boivin · Didier Hoyer                               | 3:37,60  | ZSRR · Jurij Hurin · Wałerij Weszko                                           | 3:39,46  |
| C-2 10 000 m | Dania · Arne Nielsson · Christian Frederiksen                              | 42:42,59 | Francja · Olivier Boivin · Didier Hoyer                               | 43:21,12 | ZSRR · Andrij Bałabanow · Wiktor Dobrotworski                                 | 43:39,85 |
| C-4 500 m    | ZSRR · Wiktar Raniejski · Nicolae Juravschi · Jurij Hurin · Wałerij Weszko | 1:31,10  | Węgry · Attila Szabó · Zsolt Varga · György Zala · Ervin Hoffmann     | 1:33,12  | Francja · Benoît Bernard · Joël Bettin · Philippe Renaud · Pascal Sylvoz      | 1:33,69  |
| C-4 1000 m   | ZSRR · Wiktar Raniejski · Nicolae Juravschi · Jurij Hurin · Wałerij Weszko | 3:19,74  | Węgry · Gusztáv Leikep · Attila Szabó · Gábor Takács · Ervin Hoffmann | 3:22,30  | Bułgaria · Dejan Bonew · Nikołaj Buchałow · Christo Georgiew · Paisij Lubenow | 3:22,54  |

#### Kajaki
| Konkurencja: | Złoto:                                                                             | Rezultat | Srebro:                                                                                | Rezultat | Brąz:                                                                              | Rezultat |
| K-1 500 m    | Martin Hunter                                                                      | 1:41,65  | Kay Bluhm                                                                              | 1:41,76  | Mike Herbert                                                                       | 1:42,96  |
| K-1 1000 m   | Zsolt Gyulay                                                                       | 3:38,87  | Torsten Krentz                                                                         | 3:40,17  | Karl Sundqvist                                                                     | 3:41,30  |
| K-1 10 000 m | Attila Szabó                                                                       | 42:48,94 | Stanisław Borejko                                                                      | 42:49,78 | José Garcia                                                                        | 42:49,84 |
| K-2 500 m    | NRD · Kay Bluhm · Torsten Gutsche                                                  | 1:31,58  | ZSRR · Siarhiej Kalesnik · Anatolij Tiszczenko                                         | 1:31,73  | Polska · Maciej Freimut · Wojciech Kurpiewski                                      | 1:32,53  |
| K-2 1000 m   | NRD · Kay Bluhm · Torsten Gutsche                                                  | 3:11,62  | ZSRR · Władimir Bobrieszow · Artūras Vieta                                             | 3:14,67  | Węgry · Attila Adrovicz · Zoltán Berkes                                            | 3:16,49  |
| K-2 10 000 m | Węgry · Attila Ábrahám · Sándor Hódosi                                             | 39:24,99 | Wielka Brytania · Grayson Bourne · Ivan Lawler                                         | 39:26,30 | ZSRR · Władimir Gordilej · Giennadij Wasilenko                                     | 39:27,05 |
| K-4 500 m    | ZSRR · Ołeksandr Motuzenko · Serhij Kirsanow · Wiktor Pusiew · Wiktor Denisow      | 1:22,50  | RFN · Reiner Scholl · Thomas Pfrang · Volker Kreutzer · Mario von Appen                | 1:22,84  | Bułgaria · Andrian Duszew · Petyr Godew · Nikołaj Jordanow · Iwan Marinow          | 1:22,90  |
| K-4 1000 m   | Węgry · Ferenc Csipes · Attila Ábrahám · Zsolt Gyulay · Sándor Hódosi              | 2:55,30  | Polska · Robert Chwiałkowski · Wojciech Kurpiewski · Grzegorz Krawców · Maciej Freimut | 2:56,18  | NRD · Guido Behling · Torsten Krentz · Thomas Vaske · André Wohllebe               | 2:56,34  |
| K-4 10 000 m | ZSRR · Władimir Bobrieszow · Aleksandr Myzgin · Artūras Vieta · Siergiej Supierata | 35:58,54 | Węgry · Gábor Kulcsár · Ákos Angyal · Ferenc Csipes · László Vincze                    | 35:59,69 | Polska · Andrzej Gajewski · Tomasz Franaszek · Grzegorz Kaleta · Mariusz Rutkowski |          |

### Kobiety

#### Kajaki
| Konkurencja: | Złoto:                                                               | Rezultat | Srebro:                                                                | Rezultat | Brąz:                                                                                  | Rezultat |
| K-1 500 m    | Katrin Borchert                                                      | 1:53,38  | Izabela Dylewska                                                       | 1:53,99  | Josefa Idem                                                                            | 1:54,39  |
| K-1 5000 m   | Katrin Borchert                                                      | 22:15,80 | Izabela Dylewska                                                       | 22:24,45 | Josefa Idem                                                                            | 22:24,88 |
| K-2 500 m    | NRD · Anke Nothnagelt · Heike Singer                                 | 1:43,17  | Węgry · Éva Dónusz · Erika Mészáros                                    | 1:44,63  | ZSRR · Irina Sałomykowa · Galina Sawienko                                              | 1:44,83  |
| K-2 5000 m   | NRD · Monika Bunke · Ramona Portwich                                 | 20:27,05 | Rumunia · Marina Bituleanu · Lumineta Hertea                           | 20:34,83 | ZSRR · Aleksandra Apanowicz · Nadieżda Kowalewicz                                      | 20:35,70 |
| K-4 500 m    | NRD · Katrin Borchert · Monika Bunke · Heike Singer · Anke Nothnagel | 1:32,90  | Węgry · Katalin Gyulai · Henriette Huber · Rita Kőbán · Erika Mészáros | 1:34,10  | ZSRR · Aleksandra Apanowicz · Nadieżda Kowalewicz · Irina Sałomykowa · Galina Sawienko | 1:35,50  |

## Klasyfikacja medalowa
| Miejsce | Państwo           | Złoto | Srebro | Brąz | Razem |
| ------- | ----------------- | ----- | ------ | ---- | ----- |
| 1       | ZSRR              | 8     | 3      | 6    | 17    |
| 2       | NRD               | 7     | 3      | 1    | 11    |
| 3       | Węgry             | 3     | 6      | 2    | 11    |
| 4       | Dania             | 2     | 0      | 0    | 2     |
| 5       | Czechosłowacja    | 1     | 0      | 1    | 2     |
| 6       | Australia         | 1     | 0      | 0    | 0     |
| 7       | Polska            | 0     | 4      | 2    | 6     |
| 8       | Francja           | 0     | 2      | 2    | 4     |
| 9       | RFN               | 0     | 1      | 2    | 3     |
| 10      | Kanada            | 0     | 1      | 0    | 1     |
| 10      | Rumunia           | 0     | 1      | 0    | 1     |
| 10      | Wielka Brytania   | 0     | 1      | 0    | 1     |
| 13      | Bułgaria          | 0     | 0      | 3    | 3     |
| 14      | Portugalia        | 0     | 0      | 1    | 1     |
| 14      | Stany Zjednoczone | 0     | 0      | 1    | 1     |
| 14      | Szwecja           | 0     | 0      | 1    | 1     |
|         | Razem             | 22    | 22     | 22   | 66    |